# Tomas Cabili
Tomas "Sultang Demasang kay-ko-Ranao" Lluisima Cabili (* 7. März 1903 in Iligan City, Lanao del Norte; † 17. März 1957 am Mount Manunggal, Provinz Cebu (Flugzeugabsturz)) war ein philippinischer Politiker.

## Biografie
Nach dem Beusch der Iligan Primary School von 1911 bis 1915 sowie der Iligan Elementary School von 1915 bis 1918 besuchte er mit der Zamboanga Provincial High School (1919 bis 1920), der Cebu High School (1920 bis 1921), dem Silliman Institute (1921 bis 1922) sowie der Cebu Provincial High School (1922 bis 1923) vier verschiedene Sekundarschulen. Im Anschluss studierte er an der University of the Philippines in Cebu und schloss dieses Studium 1925 mit einem Bachelor of Arts (B.A.) ab. Anschließend absolvierte er von 1925 bis 1927 ein postgraduales Studium der Rechtswissenschaft am Visayan Institute in Cebu, ehe er das Studium 1929 mit einem Bachelor of Laws (LL.B.) am Philippine College of Law abschloss. Nach der anwaltlichen Zulassung nahm er eine Tätigkeit als Rechtsanwalt in Lanao del Norte auf.
Daneben war er als Journalist tätig und zunächst Reporter bei The Advertiser, ehe er 1924 und 1926 Reporter beim The Freeman of Cebu war. Schließlich war er von 1930 bis 1932 Korrespondent beim National News Service sowie von 1933 bis 1935 bei den Zeitungen DMIM und The Graphic.
1934 erfolgte seine Ernennung zum Friedensrichter für die Gemeindebezirke Lanao und Dansalan.
1935 wurde er zum Mitglied der Verfassunggebenden Versammlung (Constitutional Assembly) gewählt und vertrat dort die Interessen von Lanao del Norte. In der Versammlung war er Mitglied der Ausschüsse für Landwirtschaft, für Gesetzes, für Franchising, für Gemeinde- und Provinzverwaltung, für die Nationalsprache Filipino, für öffentlichen Unterricht, für Mindanao und besondere Provinzen, für Mittel, für den Zivildienst sowie öffentlichen Grundbesitz. Schließlich war er das einzige Mitglied des Verfassungskonvents, der die Verfassung des Commonwealth der Philippinen nicht unterzeichnete, deren förmliche Ratifikation am 8. Februar 1935 stattfand.
Cabili wurde 1938 zum Mitglied der zweiten Nationalversammlung wiedergewählt und war nicht nur Vorsitzender des Ausschusses für Privilegien, sondern auch Mitglied der Ausschüsse für Landwirtschaft, für Mittel, für Forstwirtschaft, für Mindanao und besondere Provinzen sowie für nationale Unternehmen.
Zwischen dem 27. Februar und dem 11. Juli 1945 war er Verteidigungsminister in der Regierung von Präsident Sergio Osmeña.
1946 wurde Tomas Cabili Mitglied des Senats und gehörte diesem bis November 1955 an. Während dieser Zeit war er zugleich von 1950 bis 1953 Mehrheitsführer (Majority Floor Leader) und damit Führer der Regierungsmehrheit im Senat.
Cabili starb mit Präsident Ramon Magsaysay und 23 anderen Personen bei einem Flugzeugabsturz am Mount Manunggal in der Provinz Cebu.
In seiner Heimatstadt Iligan City ist der Barangay Tomas Cabili seit dem 16. März 1982 nach ihm benannt worden. Außerdem ist die Tomas Cabili National High School in Iligan City benannt.